# Rehe
Rehe, (en chino simplificado: 热河, chino tradicional: 熱河, pinyin: Rèhé) también conocido como Jehol (Wade-Giles), fue una antigua provincia del noreste de China, ubicado en lo que fue una vez parte de Liaoning y Mongolia Interior.

## Historia
Rehe fue una vez en el núcleo de la dinastía Liao liderada por los kitán. Rehe fue conquistado por las banderas de los Manchú antes de que tomaran posesión de Pekín en 1644. Entre 1703 y 1820 los emperadores Qing pasaron casi cada verano en su residencia de Bishu Shanzhuang en Chengde. Ellos gobernaron el imperio desde Chengde, y recibieron allí diplomáticos extranjeros y representantes de los países vasallos y tributarios. El emperador Kangxi restringió la entrada a los bosques y praderas de Rehe a las expediciones de caza de la corte y para el mantenimiento de la caballería imperial. Los asentamientos agrícolas fueron prohibidos a los chinos Han. A principios del siglo XIX, momento en el cual Rehe se había convertido en parte de la provincia de Zhili, los migrantes de Hebei y Liaoning se establecieron en Rehe y reemplazaron a las comunidades mongolas.
La República de China creó la Zona Especial de Rehe (熱河 特別 區) en 1914, y la provincia de Jehol en 1923. Para formar una zona de amortiguación entre la China propia y el Manchukuo controlado por los japoneses, el Ejército Imperial Japonés invadió Jehol en la Operación Nekka el 21 de enero de 1933. La provincia fue anexada posteriormente por Manchukuo como el anto (provincia) de Rehe. La anexión de Jehol dañó gravemente las relaciones entre Japón y China, y fue uno de los incidentes que condujeron a la segunda guerra sino-japonesa.
Al final de la Segunda Guerra Mundial, cuando la República de China recuperó el control de Manchuria, el gobierno del Kuomintang siguió administrando el área como una provincia separada, revirtiendo su nombre a Jehol, con su capital en Hailar. En 1955, el gobierno de la República Popular China dividió la zona comprendida entre las provincias de Hebei, Liaoning, la municipalidad de Tianjin y la región autónoma de Mongolia Interior.

## Administración
Rehe se encontraba al norte de la Gran Muralla, al oeste de Manchuria y el este de Mongolia. La capital de Rehe fue la ciudad de Chengde. La segunda ciudad más grande de la provincia fue de Chaoyang, seguida de Chifeng. La provincia cubría un área de 114000 kilómetros cuadrados.